# Badjisra
Badjisra és una vila d'Iraq al nord-est de Bagdad a poca distància al sud de Bakuba a la riba esquerra del riu Nahrawan que a partir d'aquí agafa el nom de Tamarra. El seu nom deriva del siríac i vol dir "Casa del Pont".
Fou saquejada el 1047, 1095 i 1102/1103. Fou destruïda el 1338. La vila moderna es diu Abu Jisra i tenia 768 habitants el 1947.